# Charles Royds
Charles William Rawson Royds (Rochdale, 1 februari 1876 - 5 januari 1931) was een lid van de Royal Navy. Hij deed later dienst als commissaris in de London Metropolitan Police. Hij ging ook mee met de Discovery-expeditie.
Royds volgde onderwijs in Portsmouth. In 1892 werd hij adelborst, en in augustus van dat jaar ging hij met de kruiser HMS Immortalité de zee op. Als adelborst diende hij voorts op de HSM Australia en de HSM Barfleur. Van 1901 tot 1904 was Royds eerste luitenant aan boord van de Discovery.
In 1918 trouwde Royds met de weduwe Mary Sebright, een voormalig actrice. Ze kregen een dochter.

## Militaire loopbaan
- Naval Cadet: juni 1892
- Midshipman:
- Sub-Lieutenant: september 1896
- Lieutenant: 1898
- Commander: juni 1909
- Captain: 31 december 1914
- Commodore: oktober 1923

## Onderscheidingen
- Lid in de Orde van Sint-Michaël en Sint-George op 3 juni 1919
- Ridder Commandeur in de Orde van het Britse Rijk op 3 juni 1929